# ماركوس كولوكاس
ماركوس كولوكاس مواليد 21 أبريل 1977 في أثينا، هو مدرب كرة سلة يوناني ولاعب سابق. بدأ مسيرته الاحترافية في سنة 1997. يدرب في الدوري اليوناني لكرة السلة. يبلغ طوله 6 قدم 8 بوصة (2.0 م). اعتزل اللعب في 2015. لعب مع نادي ماكدونيكوس لكرة السلة ونادي أولمبيا لاريسا لكرة السلة.

## روابط خارجية
- ماركوس كولوكاس على موقع الدوري الأوروبي لكرة السلة (الإنجليزية)
- ماركوس كولوكاس على موقع كرة السلة الأوروبية.كوم (الإنجليزية)
- ماركوس كولوكاس على موقع DraftExpress.com (الإنجليزية)
- ماركوس كولوكاس على موقع ريلجم (الإنجليزية)
- ماركوس كولوكاس على موقع بروبوليرز (الإنجليزية)
- ماركوس كولوكاس على موقع سبورتس رفرنس (الإنجليزية)